# Вила Костабиле (Ферара)
Вила Костабиле је насеље у Италији у округу Ферара, региону Емилија-Ромања.
Према процени из 2011. у насељу је живело 12 становника. Насеље се налази на надморској висини од 5 м.